# 1-ша паралель північної широти
1-ша паралель північної широти — лінія широти, що лежить на 1 градус північніше земної екваторіальної площини. Вона проходить через Атлантичний океан, Африку, Індійський океан, Південно-Східну Азію, Тихий океан та Південну Америку.
Через паралель проходить частина кордону між Екваторіальною Гвінеєю та Габоном.

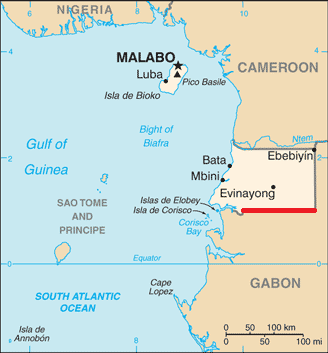
Через 1-шу паралель північної широти проходить більша частина південного кордону Екваторіальної Гвінеї з Габоном

## Список географічних об'єктів, що перетинає 1° пн. ш.
Починаючи з Гринвіцького меридіану та рухаючись на схід, 1-ша паралель північної широти проходить через:
| Координати                                                 | Країна, територія або море                             | Примітки |
| ---------------------------------------------------------- | ------------------------------------------------------ | --- |
| 1°0′ пн. ш. 0°0′ сх. д. / 1.000° пн. ш. 0.000° сх. д.      | Атлантичний океан                                      | Проходить північніше острова Коріско, Екваторіальна Гвінея Проходить південніше острова Великий Елобей[en], Екваторіальна Гвінея                                         |
| 1°0′ пн. ш. 9°31′ сх. д. / 1.000° пн. ш. 9.517° сх. д.     | Екваторіальна Гвінея                                   | Проходить через острів Малий Елобей[en] |
| 1°0′ пн. ш. 9°31′ сх. д. / 1.000° пн. ш. 9.517° сх. д.     | Атлантичний океан                                      | |
| 1°0′ пн. ш. 9°35′ сх. д. / 1.000° пн. ш. 9.583° сх. д.     | Габон                                                  | |
| 1°0′ пн. ш. 9°47′ сх. д. / 1.000° пн. ш. 9.783° сх. д.     | Екваторіальна Гвінея                                   | |
| 1°0′ пн. ш. 10°0′ сх. д. / 1.000° пн. ш. 10.000° сх. д.    | Становить кордон між Екваторіальною Гвінеєю та Габоном | |
| 1°0′ пн. ш. 11°20′ сх. д. / 1.000° пн. ш. 11.333° сх. д.   | Габон                                                  | |
| 1°0′ пн. ш. 14°25′ сх. д. / 1.000° пн. ш. 14.417° сх. д.   | Республіка Конго                                       | |
| 1°0′ пн. ш. 17°51′ сх. д. / 1.000° пн. ш. 17.850° сх. д.   | ДР Конго                                               | |
| 1°0′ пн. ш. 30°13′ сх. д. / 1.000° пн. ш. 30.217° сх. д.   | Уганда                                                 | |
| 1°0′ пн. ш. 34°29′ сх. д. / 1.000° пн. ш. 34.483° сх. д.   | Кенія                                                  | |
| 1°0′ пн. ш. 41°0′ сх. д. / 1.000° пн. ш. 41.000° сх. д.    | Сомалі                                                 | |
| 1°0′ пн. ш. 43°54′ сх. д. / 1.000° пн. ш. 43.900° сх. д.   | Індійський океан                                       | Проходить північніше атола Хувадху[en], Мальдіви |
| 1°0′ пн. ш. 97°23′ сх. д. / 1.000° пн. ш. 97.383° сх. д.   | Індонезія                                              | Проходить через острів Ніас |
| 1°0′ пн. ш. 97°55′ сх. д. / 1.000° пн. ш. 97.917° сх. д.   | Індійський океан                                       | |
| 1°0′ пн. ш. 98°56′ сх. д. / 1.000° пн. ш. 98.933° сх. д.   | Індонезія                                              | Проходить через острови Суматра, Паданг[en], Рантау[en] і Рансанг[en] |
| 1°0′ пн. ш. 103°4′ сх. д. / 1.000° пн. ш. 103.067° сх. д.  | Малаккська протока                                     | |
| 1°0′ пн. ш. 103°21′ сх. д. / 1.000° пн. ш. 103.350° сх. д. | Індонезія                                              | Проходить через острів Великий Карімун[en] |
| 1°0′ пн. ш. 103°27′ сх. д. / 1.000° пн. ш. 103.450° сх. д. | Сінгапурська протока                                   | |
| 1°0′ пн. ш. 103°47′ сх. д. / 1.000° пн. ш. 103.783° сх. д. | Індонезія                                              | Проходить через острови Кепала-Джері, Булан[en], Батам[de], Бінтан та Мапур                                                                                              |
| 1°0′ пн. ш. 104°51′ сх. д. / 1.000° пн. ш. 104.850° сх. д. | Південнокитайське море                                 | |
| 1°0′ пн. ш. 107°23′ сх. д. / 1.000° пн. ш. 107.383° сх. д. | Індонезія                                              | Проходить через архіпелаг Тамбелан[en] |
| 1°0′ пн. ш. 107°36′ сх. д. / 1.000° пн. ш. 107.600° сх. д. | Південнокитайське море                                 | |
| 1°0′ пн. ш. 108°58′ сх. д. / 1.000° пн. ш. 108.967° сх. д. | Індонезія                                              | Західний Калімантан |
| 1°0′ пн. ш. 110°16′ сх. д. / 1.000° пн. ш. 110.267° сх. д. | Малайзія                                               | Саравак — приблизно на 3 км |
| 1°0′ пн. ш. 110°18′ сх. д. / 1.000° пн. ш. 110.300° сх. д. | Індонезія                                              | Західний Калімантан — приблизно на 4 км |
| 1°0′ пн. ш. 110°20′ сх. д. / 1.000° пн. ш. 110.333° сх. д. | Малайзія                                               | Саравак |
| 1°0′ пн. ш. 110°53′ сх. д. / 1.000° пн. ш. 110.883° сх. д. | Індонезія                                              | Західний Калімантан |
| 1°0′ пн. ш. 111°31′ сх. д. / 1.000° пн. ш. 111.517° сх. д. | Малайзія                                               | Саравак — приблизно на 8 км |
| 1°0′ пн. ш. 111°35′ сх. д. / 1.000° пн. ш. 111.583° сх. д. | Індонезія                                              | Західний Калімантан |
| 1°0′ пн. ш. 110°46′ сх. д. / 1.000° пн. ш. 110.767° сх. д. | Малайзія                                               | Саравак — приблизно на 8 км |
| 1°0′ пн. ш. 111°51′ сх. д. / 1.000° пн. ш. 111.850° сх. д. | Індонезія                                              | Західний Калімантан Східний Калімантан |
| 1°0′ пн. ш. 118°59′ сх. д. / 1.000° пн. ш. 118.983° сх. д. | Макасарська протока                                    | |
| 1°0′ пн. ш. 120°44′ сх. д. / 1.000° пн. ш. 120.733° сх. д. | Індонезія                                              | Проходить через острів Сулавесі |
| 1°0′ пн. ш. 122°28′ сх. д. / 1.000° пн. ш. 122.467° сх. д. | Море Сулавесі                                          | |
| 1°0′ пн. ш. 124°14′ сх. д. / 1.000° пн. ш. 124.233° сх. д. | Індонезія                                              | Проходить через острів Сулавесі |
| 1°0′ пн. ш. 124°54′ сх. д. / 1.000° пн. ш. 124.900° сх. д. | Молуккське море                                        | Проходить північніше острова Гуерда, Індонезія |
| 1°0′ пн. ш. 127°28′ сх. д. / 1.000° пн. ш. 127.467° сх. д. | Індонезія                                              | Проходить через острів Хальмахера |
| 1°0′ пн. ш. 127°38′ сх. д. / 1.000° пн. ш. 127.633° сх. д. | Затока Као[pl]                                         | |
| 1°0′ пн. ш. 127°56′ сх. д. / 1.000° пн. ш. 127.933° сх. д. | Індонезія                                              | Проходить через острів Хальмахера |
| 1°0′ пн. ш. 128°33′ сх. д. / 1.000° пн. ш. 128.550° сх. д. | Тихий океан                                            | Проходить південніше острова Фані[de], Індонезія Проходить північніше атола Мапіа[en], Індонезія Проходить південніше атола Капінгамарангі, Федеративні Штати Мікронезії |
| 1°0′ пн. ш. 173°0′ сх. д. / 1.000° пн. ш. 173.000° сх. д.  | Кірибаті                                               | Проходить через атол Маїана[en] |
| 1°0′ пн. ш. 173°3′ сх. д. / 1.000° пн. ш. 173.050° сх. д.  | Тихий океан                                            | Проходить північніше острова Гауленд, Зовнішні малі острови США Проходить між островами Вульф і Пінта в Галапагоському архіпелазі, Еквадор                               |
| 1°0′ пн. ш. 79°31′ зх. д. / 1.000° пн. ш. 79.517° зх. д.   | Еквадор                                                | Проходить північніше міста Есмеральдас |
| 1°0′ пн. ш. 78°13′ зх. д. / 1.000° пн. ш. 78.217° зх. д.   | Колумбія                                               | |
| 1°0′ пн. ш. 69°13′ зх. д. / 1.000° пн. ш. 69.217° зх. д.   | Бразилія                                               | Амазонас |
| 1°0′ пн. ш. 66°36′ зх. д. / 1.000° пн. ш. 66.600° зх. д.   | Венесуела                                              | |
| 1°0′ пн. ш. 65°41′ зх. д. / 1.000° пн. ш. 65.683° зх. д.   | Бразилія                                               | Амазонас — приблизно на 11 км |
| 1°0′ пн. ш. 65°36′ зх. д. / 1.000° пн. ш. 65.600° зх. д.   | Венесуела                                              | |
| 1°0′ пн. ш. 65°10′ зх. д. / 1.000° пн. ш. 65.167° зх. д.   | Бразилія                                               | Амазонас Рорайма Пара Амапа Пара — проходить через острови в гирлі Амазонки                                                                                              |
| 1°0′ пн. ш. 49°56′ зх. д. / 1.000° пн. ш. 49.933° зх. д.   | Атлантичний океан                                      | |